# Geitodoris
Geitodoris is een geslacht van weekdieren uit de klasse van de Gastropoda (slakken).

## Soorten
- Geitodoris bacalladoi Ortea, 1990
- Geitodoris bonosi Ortea & Ballesteros, 1981
- Geitodoris capensis Bergh, 1907
- Geitodoris granulata Lin & Wu, 1994
- Geitodoris heathi (MacFarland, 1905)
- Geitodoris immunda Bergh, 1894
- Geitodoris joubini (Vayssière, 1919)
- Geitodoris mavis (Marcus & Marcus, 1967)
- Geitodoris pallida Valdés, 2001
- Geitodoris patagonica Odhner, 1926
- Geitodoris perfossa Ortea, 1990
- Geitodoris planata (Alder & Hancock, 1846)
- Geitodoris portmanni (Schmekel, 1972)
- Geitodoris pusae (Er. Marcus, 1955)
- Geitodoris reticulata Eliot, 1906
- Geitodoris sticta M. C. Miller, 1996
- Geitodoris tema (Edmunds, 1968)